# Фольяно-Редипулья
Фольяно-Редипулья (итал. Fogliano Redipuglia) — коммуна в Италии, располагается в регионе Фриули-Венеция-Джулия, в провинции Гориция.
Население составляет 3034 человека (2008 г.), плотность населения составляет 390 чел./км². Занимает площадь 8 км². Почтовый индекс — 34070. Телефонный код — 0481.
Здесь находится военный мемориал жертвам Первой мировой войны.  
В коммуне 21 ноября особо празднуется Введение во храм Пресвятой Богородицы.

## Демография
Динамика населения:

## Администрация коммуны
- Официальный сайт: https://web.archive.org/web/20060717200031/http://www.foglianoredipuglia.net/